# Firestone 550 2013
Das Firestone 550 2013 fand am 8. Juni auf dem Texas Motor Speedway in Fort Worth, Texas, Vereinigte Staaten statt und war das achte Rennen der IndyCar Series 2013.

## Berichte

### Hintergrund
Nach dem Chevrolet Indy Dual in Detroit führte Hélio Castroneves in der Fahrerwertung mit 0 Punkten auf Marco Andretti und 15 Punkten auf Ryan Hunter-Reay.
Im Fahrerfeld gab es mehrere Veränderungen. Oriol Servià löste Ryan Briscoe bei Panther Racing ab. Servià war zuletzt beim Indianapolis 500 für Panther/DRR im Einsatz gewesen. Pippa Mann ersetzte Mike Conway, der bei der vorherigen Veranstaltung ein Rennen gewonnen hatte, bei Dale Coyne Racing. Mann bestritt zuletzt das Indianapolis 500 für Dale Coyne Racing. Das Team Penske reduzierte seinen Fahrerkader wieder auf zwei Fahrzeuge und verzichtete auf ein drittes Auto für A. J. Allmendinger.
Mit Castroneves (zweimal), Tony Kanaan, Scott Dixon, Dario Franchitti, Will Power und Justin Wilson (jeweils einmal) traten sechs ehemalige Sieger zu diesem Rennen an.

### Training
Im Training war Andretti der schnellste Fahrer vor Kanaan und Power. Das Training wurde dreimal unterbrochen. Immer waren Trümmerteile auf der Fahrbahn dafür verantwortlich.

### Qualifying
Das Qualifying wurde im Einzelzeitfahren ausgetragen. Jeder Pilot fuhr zwei schnelle Runden am Stück. Die dabei erzielte Durchschnittsgeschwindigkeit entschied über die Reihenfolge der Startaufstellung.
Power war am schnellste und erzielte die 31. Pole-Position seiner Karriere. Es war erst seine zweite Pole-Position auf einem Oval. Andretti wurde Zweiter, Hunter-Reay Dritter.
Takuma Satō und Tristan Vautier setzten keine Zeit. Satō aufgrund eines Getriebewechsels, Vautier wegen eines Motorwechsels. Vautier, Simon Pagenaud und Simona de Silvestro wurden aufgrund eines außerplanmäßigen Motorenwechsels um jeweils zehn Positionen nach hinten versetzt. Bei de Silvestro war die Strafe auf einen Fehler des Teams zurückzuführen, die eine Beschädigung des Motors durch einen Unfall beim vorherigen Rennen nicht fristgerecht gemeldet hatten.

### Abschlusstraining
Im Abschlusstraining, welches unter Flutlicht nach dem Qualifying ausgetragen worden war, erzielte Kanaan die schnellste Runde vor James Hinchcliffe und Power.

### Rennen
Power verlor die Führung direkt beim Start an Andretti und wurde auch von Hunter-Reay überholt. Es gab eine frühe Gelbphase, da Mann mit einem Motorschaden ausrollte und auf der Strecke stehen blieb. Nach dem Restart legten Andretti und Hunter-Reay das Tempo vor. Power fiel zurück und wurde schon bald von seinem Teamkollegen Castroneves überholt. Power hatte Probleme mit den Reifen.
In der 54. Runde gab es die nächste Gelbphase: Dixon rollte nach seinem Stopp auf der Strecke mit einem Getriebedefekt aus und blieb stehen. Er schied aus. Infolgedessen übernahm Power die Führung. Andrettis Stopp verlief schlecht und er verlor mehrere Positionen. Nachdem Power unter Gelb auch an die Box gefahren war, führte Hunter-Reay das Rennen an. Hunter-Reay bekam allerdings schon bald Reifenprobleme und ging an die Box. Andretti ging zu kurzzeitig in Führung, verlor diese nach seinem Stopp aber wieder. Castroneves übernahm schließlich in der 97. Runde die Führung und behielt diese ununterbrochen bis zum Rennende.
In der 113. Runde drehte sich Servià und löste die dritte und letzte Gelbphase aus. Castroneves war zu diesem Zeitpunkt noch nicht an der Box gewesen. Nachdem sein erster Stint 54 Runden lang war, dauerte sein zweiter Stint 61 Runden. Im Gegensatz zu einigen anderen Fahrern bekam er über die Distanz keine Probleme mit den Reifen. In der Gelbphase wurden de Silvestro und E. J. Viso mit einer Strafe belegt. De Silvestro hatte das Pace Car überholt und wurde mit einer 30-Sekunden-Stop-And-Go-Strafe belegt, bei Viso hatte sich ein Reifen beim Boxenstopp selbstständig gemacht. Zum Ende der Gelbphase lagen noch zwölf Fahrer in der Führungsrunde.
Castroneves setzte sich vorne souverän ab und hatte in der 175. Runde kurz vor seinem Boxenstopp einen Vorsprung von etwa zwölf Sekunden vor Power. Kanaan und Andretti lagen auf den Positionen dahinter. Beide benötigten jedoch noch eine Gelbphase zum Aufgehen ihrer Strategie. Hunter-Reay war der Verfolger, der auf der gleichen Strategie wie Castroneves war. Er lag 15 Sekunden zurück.
Während Castroneves das Rennen an der Spitze dominierte, mussten Kanaan und Andretti 30 bzw. 25 Runden vor Schluss noch an die Box, da es keine weitere Gelbphase gab. Dadurch vielen sie etwas zurück. Zehn Runden vor Schluss führte Castroneves vor Hunter-Reay und Ed Carpenter. Dahinter machte Kanaan mit frischen Reifen Boden gut und ging sechs Runden vor dem Ende an Carpenter vorbei auf die dritte Position.
Castroneves gewann schließlich das Rennen und erzielte damit seinen ersten Sieg und den ersten Sieg des Team Penskes. Dahinter lagen Hunter-Reay, Kanaan, Carpenter und Andretti. Die ersten fünf Piloten fuhren allesamt mit Chevrolet-Motoren und waren die einzigen, die in der Führungsrunde blieben. Franchitti wurde als Sechster bester Honda-Pilot. Die Top 10 komplettierten Power, Josef Newgarden, Hinchcliffe und Viso. Castroneves gewann das Rennen zum dritten Mal und wurde damit zum alleinigen Rekordsieger dieser Veranstaltung.
Castroneves war der einzige Pilot, der ohne Handling- und Reifenprobleme das Rennen absolvierte.
Die ersten drei Positionen in der Fahrerwertung blieben unverändert, allerdings vergrößerte Castroneves seinen Vorsprung auf Andretti und Hunter-Reay.
Bei der technischen Kontrolle der Fahrzeuge nach dem Rennen wurde festgestellt, dass der Diffusor-Auslass am Fahrzeug von Castroneves nicht dem Reglement entsprach. Anstatt 7,6 Inches hatte er eine Größe von 7,575 Inches. Nach Aussagen des Rennstalls hatte Castroneves dadurch keinen Vorteil, sondern vielmehr einen Nachteil. Die Rennleitung verhängte eine Geldstrafe in Höhe von 35.000 US-Dollar gegen das Team Penske. Zudem wurde dem Fahrzeug mit der Nummer 3 in der Fahrzeugwertung 15 Punkte abgezogen. Das Rennergebnis und die Fahrerwertung blieben unangetastet.

## Meldeliste
Alle Teams und Fahrer verwendeten das Chassis Dallara DW12 mit einem Aero-Kit von Dallara und Reifen von Firestone.
| Team                                   | Nr. | Fahrer              | Motor     |
| -------------------------------------- | --- | ------------------- | --------- |
| Andretti Autosport                     | 01  | Ryan Hunter-Reay    | Chevrolet |
| Andretti Autosport                     | 25  | Marco Andretti      | Chevrolet |
| Andretti Autosport                     | 27  | James Hinchcliffe   | Chevrolet |
| Team Penske                            | 03  | Hélio Castroneves   | Chevrolet |
| Team Penske                            | 12  | Will Power          | Chevrolet |
| Panther Racing                         | 04  | Oriol Servià        | Chevrolet |
| Team Venezuela/Andretti Autosport/HVM  | 05  | E. J. Viso          | Chevrolet |
| Dragon Racing                          | 06  | Sebastian Saavedra  | Chevrolet |
| Dragon Racing                          | 07  | Sébastien Bourdais  | Chevrolet |
| Target Chip Ganassi Racing             | 09  | Scott Dixon         | Honda     |
| Target Chip Ganassi Racing             | 10  | Dario Franchitti    | Honda     |
| KV Racing Technology                   | 11  | Tony Kanaan         | Chevrolet |
| KV Racing Technology                   | 78  | Simona de Silvestro | Chevrolet |
| A. J. Foyt Enterprises                 | 14  | Takuma Satō         | Honda     |
| Rahal Letterman Lanigan Racing         | 15  | Graham Rahal        | Honda     |
| Rahal Letterman Lanigan Racing         | 16  | James Jakes         | Honda     |
| Dale Coyne Racing                      | 18  | Pippa Mann          | Honda     |
| Dale Coyne Racing                      | 19  | Justin Wilson       | Honda     |
| Ed Carpenter Racing                    | 20  | Ed Carpenter        | Chevrolet |
| Schmidt Peterson Motorsports           | 55  | Tristan Vautier     | Honda     |
| Sarah Fisher Hartman Racing            | 67  | Josef Newgarden     | Honda     |
| Schmidt Hamilton Motorsports           | 77  | Simon Pagenaud      | Honda     |
| Novo Nordisk Chip Ganassi Racing       | 83  | Charlie Kimball     | Honda     |
| Bryan Herta Autosport w/Curb-Agajanian | 98  | Alex Tagliani       | Honda     |

Quelle: 

## Klassifikationen

### Qualifying
| Pos. | Fahrer              | Team                                   | Fahrzeug          | Zeit       | Ø-Geschwindigkeit in mph | Start |
| ---- | ------------------- | -------------------------------------- | ----------------- | ---------- | ------------------------ | ----- |
| 01   | Will Power          | Team Penske                            | Dallara-Chevrolet | 0:47,7960  | 219,182                  | 01    |
| 02   | Marco Andretti      | Andretti Autosport                     | Dallara-Chevrolet | 0:48,1537  | 217,553                  | 02    |
| 03   | Ryan Hunter-Reay    | Andretti Autosport                     | Dallara-Chevrolet | 0:48,1603  | 217,524                  | 03    |
| 04   | Dario Franchitti    | Target Chip Ganassi Racing             | Dallara-Honda     | 0:48,1646  | 217,504                  | 04    |
| 05   | E. J. Viso          | Team Venezuela/Andretti Autosport/HVM  | Dallara-Chevrolet | 0:48,2222  | 217,244                  | 05    |
| 06   | Hélio Castroneves   | Team Penske                            | Dallara-Chevrolet | 0:48,2542  | 217,100                  | 06    |
| 07   | Josef Newgarden     | Sarah Fisher Hartman Racing            | Dallara-Honda     | 0:48,3449  | 216,693                  | 07    |
| 08   | Charlie Kimball     | Novo Nordisk Chip Ganassi Racing       | Dallara-Honda     | 0:48,3724  | 216,570                  | 08    |
| 09   | Ed Carpenter        | Ed Carpenter Racing                    | Dallara-Chevrolet | 0:48,3763  | 216,552                  | 09    |
| 10   | James Jakes         | Rahal Letterman Lanigan Racing         | Dallara-Honda     | 0:48,3908  | 216,487                  | 10    |
| 11   | Scott Dixon         | Target Chip Ganassi Racing             | Dallara-Honda     | 0:48,3998  | 216,447                  | 11    |
| 12   | Simona de Silvestro | KV Racing Technology                   | Dallara-Chevrolet | 0:48,4112  | 216,396                  | 22    |
| 13   | James Hinchcliffe   | Andretti Autosport                     | Dallara-Chevrolet | 0:48,4444  | 216,248                  | 12    |
| 14   | Simon Pagenaud      | Schmidt Hamilton Motorsports           | Dallara-Honda     | 0:48,5613  | 215,727                  | 23    |
| 15   | Tony Kanaan         | KV Racing Technology                   | Dallara-Chevrolet | 0:48,6184  | 215,474                  | 13    |
| 16   | Alex Tagliani       | Bryan Herta Autosport w/Curb-Agajanian | Dallara-Honda     | 0:48,6337  | 215,406                  | 14    |
| 17   | Sébastien Bourdais  | Dragon Racing                          | Dallara-Chevrolet | 0:48,7621  | 214,839                  | 15    |
| 18   | Oriol Servià        | Panther Racing                         | Dallara-Chevrolet | 0:48,8197  | 214,586                  | 16    |
| 19   | Graham Rahal        | Rahal Letterman Lanigan Racing         | Dallara-Honda     | 0:48,9790  | 213,888                  | 17    |
| 20   | Sebastian Saavedra  | Dragon Racing                          | Dallara-Chevrolet | 0:49,1330  | 213,217                  | 18    |
| 21   | Pippa Mann          | Dale Coyne Racing                      | Dallara-Honda     | 0:49,2329  | 212,785                  | 19    |
| 22   | Justin Wilson       | Dale Coyne Racing                      | Dallara-Honda     | 0:50,4121  | 207,807                  | 20    |
| 23   | Takuma Satō         | A. J. Foyt Enterprises                 | Dallara-Honda     | keine Zeit | –                        | 21    |
| 24   | Tristan Vautier     | Schmidt Peterson Motorsports           | Dallara-Honda     | keine Zeit | –                        | 24    |

Anmerkungen
1. ↑  Simona de Silvestro wurde aufgrund eines vorzeitigen Motorenwechsels um 10 Positionen nach hinten versetzt.
2. ↑  Simon Pagenaud wurde aufgrund eines vorzeitigen Motorenwechsels um 10 Positionen nach hinten versetzt.
3. ↑  Tristan Vautier wurde aufgrund eines vorzeitigen Motorenwechsels um 10 Positionen nach hinten versetzt.

Quellen: 

### Rennen
| Pos. | Fahrer              | Team                                   | Fahrzeug          | Runden | Zeit         | Start | Führungsrunden |
| ---- | ------------------- | -------------------------------------- | ----------------- | ------ | ------------ | ----- | -------------- |
| 01   | Hélio Castroneves   | Team Penske                            | Dallara-Chevrolet | 228    | 1:52:17,4594 | 06    | 132            |
| 02   | Ryan Hunter-Reay    | Andretti Autosport                     | Dallara-Chevrolet | 228    | + 4,6919     | 03    | 035            |
| 03   | Tony Kanaan         | KV Racing Technology                   | Dallara-Chevrolet | 228    | + 11,6088    | 13    | 000            |
| 04   | Ed Carpenter        | Ed Carpenter Racing                    | Dallara-Chevrolet | 228    | + 17,6930    | 09    | 000            |
| 05   | Marco Andretti      | Andretti Autosport                     | Dallara-Chevrolet | 228    | + 19,5078    | 02    | 057            |
| 06   | Dario Franchitti    | Target Chip Ganassi Racing             | Dallara-Honda     | 227    | + 1 Runde    | 04    | 000            |
| 07   | Will Power          | Team Penske                            | Dallara-Chevrolet | 227    | + 1 Runde    | 01    | 004            |
| 08   | Josef Newgarden     | Sarah Fisher Hartman Racing            | Dallara-Honda     | 227    | + 1 Runde    | 07    | 000            |
| 09   | James Hinchcliffe   | Andretti Autosport                     | Dallara-Chevrolet | 227    | + 1 Runde    | 12    | 000            |
| 10   | E. J. Viso          | Team Venezuela/Andretti Autosport/HVM  | Dallara-Chevrolet | 227    | + 1 Runde    | 05    | 000            |
| 11   | Takuma Satō         | A. J. Foyt Enterprises                 | Dallara-Honda     | 227    | + 1 Runde    | 21    | 000            |
| 12   | James Jakes         | Rahal Letterman Lanigan Racing         | Dallara-Honda     | 227    | + 1 Runde    | 10    | 000            |
| 13   | Simon Pagenaud      | Schmidt Hamilton Motorsports           | Dallara-Honda     | 226    | + 2 Runden   | 23    | 000            |
| 14   | Sebastian Saavedra  | Dragon Racing                          | Dallara-Chevrolet | 226    | + 2 Runden   | 18    | 000            |
| 15   | Justin Wilson       | Dale Coyne Racing                      | Dallara-Honda     | 226    | + 2 Runden   | 20    | 000            |
| 16   | Simona de Silvestro | KV Racing Technology                   | Dallara-Chevrolet | 226    | + 2 Runden   | 22    | 000            |
| 17   | Charlie Kimball     | Novo Nordisk Chip Ganassi Racing       | Dallara-Honda     | 226    | + 2 Runden   | 08    | 000            |
| 18   | Tristan Vautier     | Schmidt Peterson Motorsports           | Dallara-Honda     | 225    | + 3 Runden   | 24    | 000            |
| 19   | Oriol Servià        | Panther Racing                         | Dallara-Chevrolet | 225    | + 3 Runden   | 16    | 000            |
| 20   | Sébastien Bourdais  | Dragon Racing                          | Dallara-Chevrolet | 224    | + 4 Runden   | 15    | 000            |
| 21   | Graham Rahal        | Rahal Letterman Lanigan Racing         | Dallara-Honda     | 223    | + 5 Runden   | 17    | 000            |
| 22   | Alex Tagliani       | Bryan Herta Autosport w/Curb-Agajanian | Dallara-Honda     | 223    | + 5 Runden   | 14    | 000            |
| 23   | Scott Dixon         | Target Chip Ganassi Racing             | Dallara-Honda     | 061    | DNF          | 11    | 000            |
| 24   | Pippa Mann          | Dale Coyne Racing                      | Dallara-Honda     | 002    | DNF          | 19    | 000            |

Quellen: 

#### Führungsabschnitte
| Abschnitt | Runden | Fahrer            |
| --------- | ------ | ----------------- |
| 1         | 1–53   | Marco Andretti    |
| 2         | 54–57  | Will Power        |
| 3         | 58–92  | Ryan Hunter-Reay  |
| 4         | 93–96  | Marco Andretti    |
| 5         | 97–228 | Hélio Castroneves |

Quellen: 

#### Gelbphasen
| Nr. | Dauer   | Runden | Grund für Gelbphase                      |
| --- | ------- | ------ | ---------------------------------------- |
| 1   | 5–13    | 9      | Stillstand: Pippa Mann (#18) in Kurve 3  |
| 2   | 54–62   | 9      | Stillstand: Scott Dixon (#9) in Kurve 4  |
| 3   | 113–121 | 9      | Stillstand: Oriol Servià (#4) in Kurve 1 |

Quellen: 

## Punktestände nach dem Rennen

### Fahrerwertung
Die Punktevergabe wird hier erläutert.
| Pos. | Fahrer            | Punkte |
| ---- | ----------------- | ------ |
| 01.  | Hélio Castroneves | 259    |
| 02.  | Marco Andretti    | 237    |
| 03.  | Ryan Hunter-Reay  | 232    |
| 04.  | Tony Kanaan       | 195    |
| 05.  | Takuma Satō       | 194    |
| 06.  | Simon Pagenaud    | 194    |
| 07.  | Scott Dixon       | 193    |
| 08.  | Justin Wilson     | 184    |
| 09.  | James Hinchcliffe | 176    |
| 10.  | Dario Franchitti  | 168    |
| 11.  | Charlie Kimball   | 162    |
| 12.  | Will Power        | 152    |

| Pos. | Fahrer              | Punkte |
| ---- | ------------------- | ------ |
| 13.  | E. J. Viso          | 150    |
| 14.  | James Jakes         | 148    |
| 15.  | Josef Newgarden     | 148    |
| 16.  | Ed Carpenter        | 140    |
| 17.  | Simona de Silvestro | 137    |
| 18.  | Graham Rahal        | 135    |
| 19.  | Oriol Servià        | 123    |
| 20.  | Tristan Vautier     | 121    |
| 21.  | Sébastien Bourdais  | 109    |
| 22.  | Alex Tagliani       | 103    |
| 23.  | Mike Conway         | 97     |
| 24.  | Sebastian Saavedra  | 88     |

| Pos. | Fahrer             | Punkte |
| ---- | ------------------ | ------ |
| 25.  | J. R. Hildebrand   | 79     |
| 26.  | A. J. Allmendinger | 65     |
| 27.  | Carlos Muñoz       | 54     |
| 28.  | Ana Beatriz        | 53     |
| 29.  | Ryan Briscoe       | 48     |
| 30.  | Pippa Mann         | 14     |
| 31.  | Conor Daly         | 11     |
| 32.  | Townsend Bell      | 10     |
| 33.  | Katherine Legge    | 8      |
| 34.  | Buddy Lazier       | 8      |